# 大汾镇
大汾镇，是中华人民共和国江西省吉安市遂川县下辖的一个乡镇级行政单位。

## 行政区划
大汾镇下辖以下地区：
大汾圩镇社区、红太阳社区、桃坪村、山田村、石狮村、鹿坑村、双嵊村、洛阳村、草汾村、大汾村、滁峰村、乐天村、江夏村、寨南村、寨溪村、石花村、螺汾村、文溪村、和坪村、竹坑村、滁洲村、高兴村、上坳村、石门岭村和庄坑村。